# Goulding (États-Unis)
Pour les articles homonymes, voir Goulding.
Goulding est une localité américaine dans le comté de San Juan, en Utah. Elle s'organise notamment autour d'un poste de traite, le Goulding's Trading Post, ainsi que d'un lodge, le Goulding's Lodge. On y trouve également un aérodrome et une station-service.